# Lužany (district de Topoľčany)
Pour les articles homonymes, voir Lužany.
Lužany (en hongrois : Sarlóska) est un village du district de Topoľčany, dans la région de Nitra, en Slovaquie.

## Histoire
La première mention écrite du village date de 1399.

## Démographie

### Évolution de la population
| Année:               | 1994. | 2004.   | 2014.   | 2024.    |
| -------------------- | ----- | ------- | ------- | -------- |
| Nombre de personnes: | 205   | 203     | 199     | 224      |
| Différence:          |       | -0,97 % | -1,97 % | +12,56 % |

| Année:               | 2023. | 2024.   |
| -------------------- | ----- | ------- |
| Nombre de personnes: | 221   | 224     |
| Différence:          |       | +1,35 % |